# Словесные названия российского оружия/Э
Словесные названия российского оружия
А
Б
В
Г
Д
Е
Ё
Ж
З
И
К
Л
М
Н
О
П
Р
С
Т
У
Ф
Х
Ц
Ч
Ш
Щ
Э
Ю
Я
- «Эвкалипт» — авиационная УКВ радиостанция Р-828
- «Эврика» — авиационный наземный возимый ДВ-СВ радиоприёмник Р-880
- «Эдельвейс» — теле-ёмкостная система сигнализации ТЕСС-2М
- «Эдельвейс» — 120 литровый горный рюкзак
- «Экватор» — радиостанция Р-161А2М1 на шасси ЗиЛ-131
- «Экватор» — средний разведывательный корабль проекта 861М (по классификации NATO — «Moma class») Черноморского флота ВМФ СССР
- «Экран» — геостационарный КА телерадиовещания 11Ф647
- «Экран» — корабельная РЛС
- «Экран» — авиационная РЛС защиты хвоста
- «Экран» — авиационная система встроенного контроля и предупреждения экипажа
- «Эксперт» — перспективный миниатюрный БПЛА
- «Эксперт» — цветная телевизионная спектральная система
- «Экспресс» — серия КА 11Ф639 (связь и телекоммуникации)
- «Электрон» — метеорологический спутник
- «Электрон» — радиостанция военной разведки
- «Электрон» — система передачи данных ПВО
- «Электрон» — танковый комплекс коллективной защиты на Т-64А
- «Элерон» — комплекс воздушной разведки с мини БПЛА Т23Э
  - «Элерон-3» — комплекс воздушной разведки с БПЛА
    - «Элерон-3СВ» — комплекс для сухопутных войск Вооруженных сил России
    - «Элерон-Б» — экспортный вариант БПЛА Элерон-3

  - «Элерон-10» — комплекс воздушной разведки с БПЛА
    - «Элерон-10Д» — комплекс дистанционного наблюдения
    - «Элерон-10СВ» — комплекс для сухопутных войск Вооруженных сил России
- «Эллипс» — радиопеленгатор ЭРРС-1
- «Эллипсоид» — ЗРК 9К33 «Оса»
- «Эльбрус» — оперативно-тактический ракетный комплекс 9К72 (Р-17) [SS-1c Scud]
- «Эльбрус» — вычислительный комплекс
- «Эльбрус» — аппаратура ЗАС Т-617 и Т-217М
- «Эльф» — 9-мм пистолет-пулемёт
- «Эльф» — многоцелевой БПЛА (экспериментальный)
- «Эмба» — среднее кабельное судно пр. 1172
- «Эмблема» — авиационный метеонавигационный локатор
- «Энвис» — семейство переносных нелинейных радиолокаторов
- «Эней» — многоцелевой транспортёр-тягач МТ-Т (объект 429)
- «Энергия» — ракетно-космический комплекс 11К25
- «Энергия» — сверхтяжёлая ракета-носитель 14А02
- «Энергия» — полевая злектростанция Э-351
- «Эполет» — авиационная радиоэлектронная система с ФАР
- «Эпос» — пилотируемый орбитальный самолёт (РК «Спираль»)
- «Эпрон» — спасательное судно пр.527 (СС-26)
- «Эра» — автоматическая телеметрическая система
- «Эрдоган» — боевой вертолёт Ка-50-2 (экспортное обозначение)
- «Эрика» — радиостанция оперативной связи
- «Эрстед» — корабельная УКВ радиостанция скрытой направленной связи Р-604
- «Эспадрон» — авиационная станция РТР
- «Эсса» — танковый тепловизионный прицел
- «Эталон» — АСУ авиацией фронта (округа)
- «Эталон» — серия армейских сухих пайков
- «Этнография» — авиационная станция целеуказания на Су-24М
- «Эфа» — 9-мм опытный пистолет П-96
- «Эфир» — космический комплекс
- «Эфир» — авиационная система радиационной разведки (М-341а) для Су-24МР
- «Эхо» — автомобильный УКВ радиопеленгатор Р-363
- «Эшелон» — цифровая ТРС станция Р-444 на шасси ЗИЛ-131